# Récepteur des lipoprotéines
 (juillet 2025).
Si vous disposez d'ouvrages ou d'articles de référence ou si vous connaissez des sites web de qualité traitant du thème abordé ici, merci de compléter l'article en donnant les références utiles à sa vérifiabilité et en les liant à la section « Notes et références ».
Les récepteur des lipoprotéines, protéines liées aux récepteurs des lipoprotéines de basse densité (HGNC) or protéine liée au récepteur des lipoprotéines de faible densité (UniProt), abrégé LRP, sont un groupe de protéines.
Ils comprennent:
- LRP1
- LRP1B
- LRP2 (mégaline)
- LRP3
- LRP4
- LRP5
- LRP6
- LRP8, récepteur de l'apolipoprotéine e
- LRP10
- LRP11
- LRP12

Les récepteur des lipoprotéines sont des co-récepteurs de la voie de signalisation Wnt.